# Aucula lolua
Aucula lolua är en fjärilsart som beskrevs av Todd och Robert W. Poole 1981. Aucula lolua ingår i släktet Aucula och familjen nattflyn. Inga underarter finns listade i Catalogue of Life.